# Brian Druker

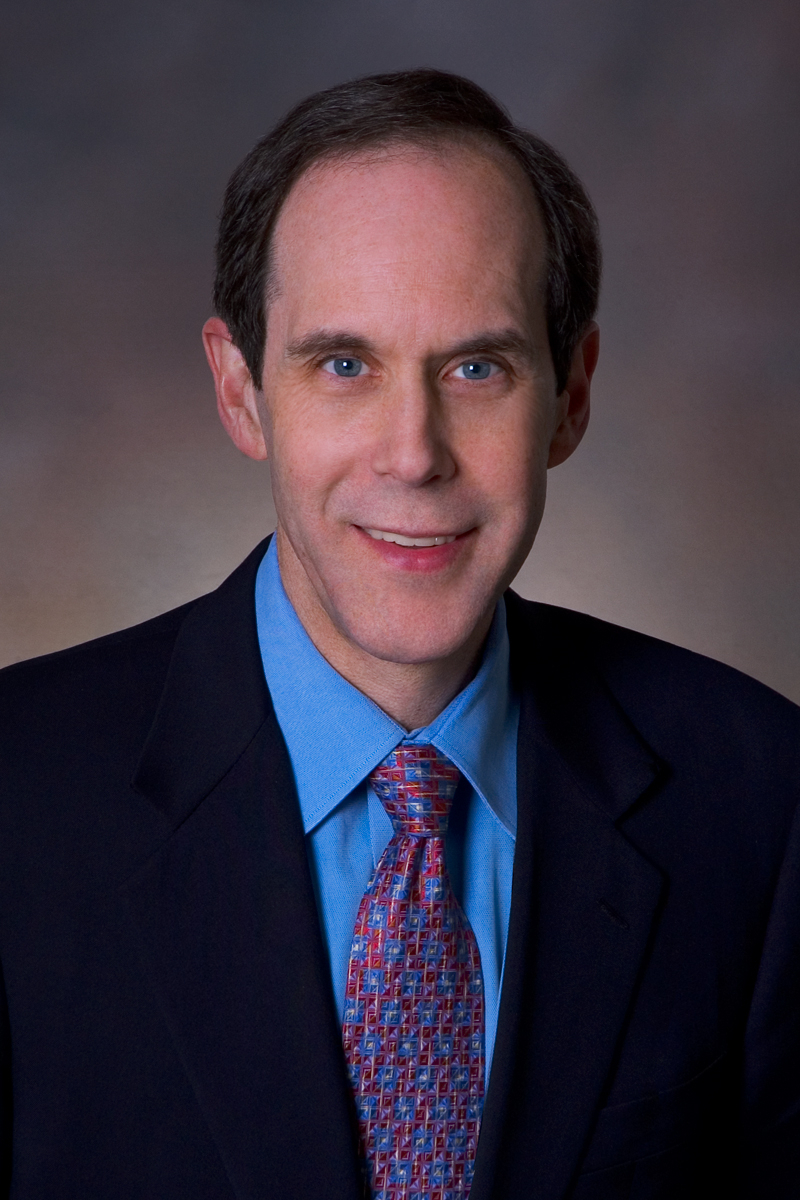
Brian Druker

Brian Jay Druker (* 30. April 1955 in St. Louis) ist ein amerikanischer Mediziner und Krebsforscher. Er wurde vor allem durch seine Arbeiten zur Behandlung der chronischen myeloischen Leukämie mit dem Wirkstoff Imatinib bekannt.

## Wissenschaftlicher Werdegang
Brian Druker studierte Medizin an der University of California, San Diego School of Medicine, wo er 1981 den Grad eines M.D. erlangte. Er setzte seine medizinische Ausbildung zum Internisten (internship, residency) am Barnes Hospital der Washington University in St. Louis fort und erhielt seine Weiterbildung zum Onkologen am Dana-Farber Cancer Institute der Harvard University. Seit 1993 ist er an der Oregon Health & Science University (OHSU) in Portland/Oregon tätig. Bei seiner Forschung konzentrierte sich Druker auf die spezifische Inhibition von Krebszellen. Seit längerem war bekannt, dass Patienten mit chronischer myeloischer Leukämie (CML) eine genetische Veränderung in ihren Leukämiezellen tragen. Es handelt sich um eine Chromosomentranslokation, die auf molekularer Ebene zur Fusion von zwei Genen führt, ABL auf Chromosom 9 und BCR auf Chromosom 22. Dadurch wird ein Fusions-Gen und -Protein gebildet, das als Onkogen wirkt. Die eigentliche Leukämie-auslösende Ursache ist dabei das dysregulierte ABL-Gen, das als Tyrosinkinase wirkt. Drukers Idee war es, die ABL-Tyrosinkinase-Aktivität spezifisch zu hemmen, um damit die zugehörige Erkrankung zu behandeln. Von vielen wurde bezweifelt, dass ein solch spezifisches Medikament entwickelt werden könnte. Außerdem wurde befürchtet, dass auch andere Tyrosinkinasen ebenfalls gehemmt würden, was dann zu schweren Nebenwirkungen führen könnte (im menschlichen Genom kennt man heute etwa 100 verschiedene Tyrosinkinasen). Viele Pharmafirmen hatten auch kein Interesse an der Entwicklung eines Medikamentes für eine so seltene Erkrankung. Druker gelang es aber, die Firma Novartis als Entwicklungspartner zu gewinnen. Bei Novartis (bzw. der Vorgängerin Ciba-Geigy) war die Entwicklung von spezifischen Tyrosinkinase-Inhibitoren bereits seit einigen Jahren im Gang. In Zusammenarbeit mit Novartis testete Druker mehrere der dort entwickelten Substanzen in klinischen Phase I-Studien. Eine davon erwies sich in einer 1998 begonnenen Studie als besonders effektiv und führte bei praktisch allen CML-Patienten zu einer dramatischen Besserung der Blutbildwerte innerhalb einiger Wochen. Diese Substanz mit der Laborbezeichnung STI571 (STI = signal transmission inhibitor, späterer Freiname Imatinib) erhielt aufgrund ihrer Wirksamkeit in einem stark beschleunigten Verfahren von nur 12 Wochen im Jahr 2001 die FDA-Zulassung unter dem Namen Gleevec zur Behandlung der CML. Zulassungen in Europa (Glivec) und anderen Ländern folgten. Mehrere große klinische Studien bestätigten seitdem die Wirksamkeit von Imatinib bei meist guter Verträglichkeit und die deutliche Überlegenheit gegenüber allen anderen früheren Behandlungen für CML. Auch für die Firma Novartis zahlte sich die Zusammenarbeit aus. Trotz der Seltenheit der Erkrankung CML zählt Glivec seit 2001 zu den umsatzstärksten Medikamenten von Novartis.
Die Bedeutung dieser Arbeiten lag auch darin, dass hier gewissermaßen ein proof of principle erfolgt ist. Es wurde gezeigt, dass es prinzipiell möglich ist, Erkrankungen durch selektive Hemmung von Tyrosinkinasen effektiv zu behandeln. Das ist besonders in der Krebsmedizin von Bedeutung, wo nach dem heutigen Wissensstand dysregulierte Tyrosinkinasen bei vielen Erkrankungen eine Schlüsselrolle spielen.

## Auszeichnungen
- John J. Kenney Award der Leukemia and Lymphoma Society
- Richard and Hinda Rosenthal Award der American Association for Cancer Research
- Dameshek-Preis der American Society of Hematology
- Pioneer of Survivorship Carpe Diem Award der Lance Armstrong Foundation
- Ehrenplakette (Medal of Honor) der American Cancer Society
- David A. Karnofsky-Preis der American Society of Clinical Oncology

- Warren-Alpert-Preis der Harvard Medical School 2000
- Charles Rodolphe Brupbacher Preis für Krebsforschung 2001
- Kettering-Preis der General Motors Cancer Research Foundation 2002
- Braunschweig Preis 2003
- Robert-Koch-Preis 2005
- Keio Medical Science Prize 2007
- Mitglied der National Academy of Sciences 2007
- Meyenburg-Preis 2009
- Lasker~DeBakey Clinical Medical Research Award 2009
- Pasarow Award 2010
- Stanley J. Korsmeyer Award 2011
- Japan Prize 2012
- Dickson Prize in Medicine 2012
- Mitglied der American Academy of Arts and Sciences 2012
- Albany Medical Center Prize 2013
- Tang Prize für biopharmazeutische Forschung 2018
- Prinz-Mahidol-Preis 2018
- Sjöberg Prize 2019